# Faith (Supernatural)
Faith is de twaalfde aflevering van de televisieserie Supernatural, die  op 17 januari 2006 voor het eerst werd uitgezonden op The WB Television Network. De aflevering is geschreven door Sera Gamble en Raelle Tucke en werd geregisseerd door Allan Kroeker. 

## Verhaallijn
Tijdens een jacht raakt Dean per ongeluk geëlektrocuteerd. Sam brengt hem naar het ziekenhuis, maar de prognose is slecht: zijn hart is beschadigd en hij heeft nog maar een paar weken te leven. Sam zoekt wanhopig naar een manier om hem te redden. Paar dagen later komt Dean uit het ziekenhuis en gaan de broers naar Nebraska, waar een man hen mogelijk kan helpen. Dean is niet onder de indruk wanneer de man, die Roy Le Grange heet, een gebedsgenezer blijkt te zijn. Tijdens het evenement ontmoeten ze Layla Rourke, die wél gelooft in de krachten van de pastoor.
Sam en Dean wonen de seminar bij waar Dean op het podium wordt gehaald. Als Roy en de mensen beginnen te bidden, wordt Dean duizelig en stort vervolgens in. Sam haast zich naar het podium. Dean komt bij en ziet een oude man naast Roy staan. 
De volgende dag gaat Dean naar een ziekenhuis en blijkt hij volkomen genezen te zijn. Wanneer een verpleegster vertelt dat er de vorige dag een jonge gezonde man is gestorven aan een hartaanval, denkt Dean dat het iets met de pastoor te maken heeft. Sam praat met een vriend van de jonge man die is overleden. Hij zegt dat hij dacht dat hij werd achtervolgd voordat hij stierf. Sam komt erachter dat  de jonge man op hetzelfde moment moet zijn gestorven dat Dean genezen werd. Bij het huis van Roy Le Grange komt Dean Layla en mevrouw Rourke tegen, die boos is dat Dean is genezen in plaats van Layla die een hersentumor heeft.
Sam vertelt Dean over de dood van de jonge man, waarop Dean ervan is overtuigd dat ze te maken hebben met een reaper. Sam denkt dat Roy gebruikmaakt van zwarte magie om de reaper onder zijn macht te houden. Die avond breekt Sam in in het huis van Le Grange om de bron van zijn zwarte magie te vinden. Ondertussen gaat Dean naar de volgende genezing van Roy om het te stoppen. Sam vindt een boek vol krantenknipsels en vermoedt dat Roy de mensen die hij ziet als immoreel doodt en dat de man die protesteerde op de parkeerplaats de volgende zal zijn. Voordat Dean de ceremonie kan stoppen roept Roy, Layla op het podium. Dean slaagt er uiteindelijk in om de dienst te stoppen door te doen alsof er brand is. Echter blijft de reaper aanvallen, Dean ziet dan Sue-An, die aan het bidden is met een ongewoon kruis.
Later die avond wordt er een speciale ceremonie georganiseerd voor Layla. Sam vindt dan een altaar in de kelder en vernietigt het. Sue-Ann ontdekt hem en sluit hem daarbeneden op. Ze keert daarna terug naar Layla om de reaper weer in haar macht te krijgen. De reaper komt achter Dean aan en begint zijn leven te nemen. Net op tijd slaagt Sam erin om het kruis van Sue-Ann te vernietigen. De reaper is nu vrij en neemt het leven van Sue-Ann.
Wanneer ze zich voor bereiden om de stad te verlaten is Dean nog steeds boos dat hij is gered en Layla niet. Layla komt bij hen langs en vertelt Dean dat ze haar lot heeft geaccepteerd. Dean zegt dat hij voor haar zal bidden.

## Rolverdeling
| Acteur          | Personage             |
| --------------- | --------------------- |
| Jared Padalecki | Sam Winchester        |
| Jensen Ackles   | Dean Winchester       |
| Julie Benz      | Layla Rourke          |
| Gillian Barber  | Mrs. Rourke           |
| Rebecca Jenkins | Sue Ann Grange        |
| Kevin McNulty   | Pastoor Roy Le Grange |
| Colin Lawrence  | Jason                 |
| Aaron Craven    | David Wright          |
| Alex Diakun     | Reaper                |

## Muziek
"Don't Fear the Reaper" van Blue Öyster Cult